# Gran Premio de Lugano
El Gran Premio de Lugano (oficialmente: Gran Premio Citta  di Lugano) es una carrera ciclista de un día Suiza disputada en los alrededores de la ciudad de Lugano.
Fue predecesora de otras carreras con el mismo nombre, una en modalidad de contrarreloj (entre 1934 y 1979) y otra en línea para amateurs (en 1980). Esta finalmente fue creada en 1981. Las ediciones de 1997 y 1998 fueron únicamente para amateurs. Desde la creación de los Circuitos Continentales UCI en 2005 fue integrada en el UCI Europe Tour, en la categoría 1.1.

## Palmarés
| Año                                                                     | Ganador             | Segundo                | Tercero              |           |
| ----------------------------------------------------------------------- | ------------------- | ---------------------- | -------------------- | --------- |
| 1981                                                                    | Josef Fuchs         | Daniel Gisiger         | Marco Vitali         |           |
| 1982                                                                    | Marco Vitali        | Hans Von Niederhäusern | Viktor Schraner      |           |
| 1983                                                                    | Chris Wreghitt      | Erich Maechler         | Gilbert Glaus        |           |
| 1984                                                                    | Benno Wiss          | Urs Zimmermann         | Jean-Claude Leclercq |           |
| 1985                                                                    | Gody Schmutz        | Jean-Claude Leclercq   | Richard Trinkler     |           |
| 1986                                                                    | Mauro Gianetti      | Stephen Hodge          | Daniel Huwyler       |           |
| 1987                                                                    | Thomas Wegmüller    | Acácio da Silva        | Stefan Joho          |           |
| 1988                                                                    | Marco Vitali        | Daniel Wyder           | Jocelyn Jolidon      |           |
| 1989                                                                    | Gilles Delion       | Urs Freuler            | Guido Winterberg     |           |
| 1990                                                                    | Marco Vitali        | Daniel Huwyler         | Mike Renfer          |           |
| 1991                                                                    | Pascal Jaccard      | Thomas Benz            | Marcel Bischof       |           |
| 1992                                                                    | Steffen Rein        | Andrzej Sypytkowski    | Nicola Puttini       |           |
| 1993                                                                    | Roberto Caruso      | Roland Meier           | Thomas Bay           |           |
| 1994                                                                    | Andrea Chiurato     | Beat Zberg             | Gabriele Colombo     |           |
| 1995                                                                    | Stefano Colagè      | Fabrizio Bontempi      | Giuseppe Guerini     |           |
| 1996                                                                    | Amilcare Tronca     | Armin Meier            | Andrea Stocco        |           |
| ediciones amateur                                                       |                     |                        |                      |           |
| 1997                                                                    | Michele Rezzani     |                        |                      |           |
| 1998                                                                    | Luca Bianucci       |                        |                      |           |
| 1999-2000 ediciones no realizadas ediciones profesionales               |                     |                        |                      |           |
| 2001                                                                    | Luca Paolini        | Beat Zberg             | Bobby Julich         |           |
| 2002                                                                    | Ruslan Ivanov       | Davide Rebellin        | Niki Aebersold       |           |
| 2003                                                                    | David Moncoutié     | Aleksandr Kolobnev     | Ruslan Gryschenko    |           |
| 2004                                                                    | Frédéric Bessy      | David Moncoutié        | Vladimir Miholjević  |           |
| 2005                                                                    | Rik Verbrugghe      | Patrice Halgand        | Emanuele Sella       |           |
| 2006                                                                    | Paolo Bettini       | Kim Kirchen            | Aleksandr Kuschynski |           |
| 2007                                                                    | Luca Mazzanti       | Peio Arreitunandia     | Yevgueni Petrov      |           |
| 2008                                                                    | Rinaldo Nocentini   | Davide Rebellin        | Enrico Gasparotto    |           |
| 2009                                                                    | Rémi Pauriol        | Davide Rebellin        | Simon Gerrans        |           |
| 2010                                                                    | Roberto Ferrari     | Jure Kocjan            | Giampaolo Cheula     |           |
| 2011                                                                    | Ivan Basso          | Fabio Duarte           | Giovanni Visconti    |           |
| 2012                                                                    | Eros Capecchi       | Damiano Cunego         | Enrico Battaglin     |           |
| 2013 edición anulada a causa de mal tiempo'"`UNIQ--ref-00000007-QINU`"' |                     |                        |                      |           |
| 2014                                                                    | Mauro Finetto       | Sonny Colbrelli        | Diego Ulissi         |           |
| 2015                                                                    | Niccolò Bonifazio   | Francesco Gavazzi      | Matteo Montaguti     |           |
| 2016                                                                    | Sonny Colbrelli     | Diego Ulissi           | Roberto Ferrari      |           |
| 2017                                                                    | Iuri Filosi         | Marco Frapporti        | Davide Orrico        |           |
| 2018                                                                    | Hermann Pernsteiner | Kristian Sbaragli      | Enrico Gasparotto    |           |
| 2019                                                                    | Diego Ulissi        | Aleksandr Ryabushenko  | Matej Mohorič        |           |
| 2020                                                                    | cancelada           | cancelada              | cancelada            | cancelada |
| 2021                                                                    | Gianni Moscon       | Valerio Conti          | Ben Hermans          |           |
| 2023                                                                    | cancelada           | cancelada              | cancelada            | cancelada |

## Palmarés por países
| País        | Victorias |
| ----------- | --------- |
| Italia      | 22        |
| Suiza       | 6         |
| Francia     | 4         |
| Reino Unido | 1         |
| Alemania    | 1         |
| Moldavia    | 1         |
| Bélgica     | 1         |
| Austria     | 1         |